# 平井雄二
平井 雄二（ひらい ゆうじ、1947年7月31日 - ）は、日本中央競馬会 (JRA) 美浦トレーニングセンターの元調教師で元騎手。父は元騎手で中山大障害を制した平井寅雄。
騎手時代は平地競走のほかに障害競走にも騎乗しており、障害競走の名馬の1頭であったバローネターフにも2度騎乗している。

## 略歴

### 騎手時代
1963年に馬事公苑長期騎手養成課程14期生として入所。1965年に東京・稲葉幸夫厩舎の騎手候補となり、1969年に騎手デビュー。同期に同郷の安田富男のほか、田島良保、小島太、池上昌弘、目野哲也らがいた。
障害競走の騎乗が中心であったため、安田、田島、小島、池上と違い目立った活躍はなかったが、障害競走における調教師からの信頼は厚く、中山大障害などの大レースにもよく騎乗していた。
調教師免許取得により1985年2月に現役を引退。騎手時代の通算成績は重賞競走4勝を含む合計117勝であり、このうちおおむね9割にあたる106勝が障害競走での勝利であった。

### 調教師時代
1985年調教師免許取得。1986年3月1日、第2回中山競馬3日目第4レースのボルボシローが厩舎所属馬初出走となり、同年5月10日の第1回新潟競馬7日目第5レースのシャダイハンターで初勝利を挙げた。
厩舎開業当初はのちに伝説の名馬となったサクラスターオーを管理していた。1987年、同馬で第47回皐月賞と第48回菊花賞を制して注目を浴びた。しかしそのサクラスターオーは1番人気に推された第32回有馬記念で第3コーナー通過時に脚部を骨折。長期の闘病生活を送ったものの、翌1988年5月に病状が悪化、立ち上がれなくなったため、関係者間の協議の結果、安楽死処分の決断が下された。このサクラスターオーの安楽死には平井も相当な悲しみとショックを受けていた。
なおサクラスターオーの活躍が評価され、1987年に厩舎関係者表彰の一部門である重賞獲得調教師賞を受賞している。
平井は、気性が悪いとの傾向があったサクラショウリの子であるサクラスターオーに対して「サクラショウリの仔は気性が悪いなんて言われるが、サラブレッドについて気性が『悪い』なんてことはない。闘争本能をどう利用して育ててやるかが人間の役割だ」とコメントしていた。
2011年12月20日付で、調教師を勇退した。

## 騎手成績
| 通算成績 | 1着 | 2着 | 3着 | 騎乗数 | 勝率 | 連対率 |
| -------- | --- | --- | --- | ------ | ---- | ------ |
| 平地     | 11  | 8   | 8   | 166    | .066 | .114   |
| 障害     | 106 | 86  | 74  | 563    | .188 | .341   |
| 計       | 117 | 94  | 82  | 729    | .160 | .289   |

|            | 日付          | 競走名             | 馬名             | 頭数 | 人気 | 着順 |
| ---------- | ------------- | ------------------ | ---------------- | ---- | ---- | ---- |
| 初騎乗     | 1969年3月1日  | -                  | ヤマトダケ       | -    | -    | 5着  |
| 初勝利     | 1969年8月23日 | -                  | キクノトップラン | -    | -    | 1着  |
| 重賞初騎乗 | 1970年4月5日  | 中山大障害（春）   | ゼンシン         | 10頭 | 17   | 8着  |
| 重賞初勝利 | 1975年6月1日  | 東京障害特別（春） | サクラオンリー   | 8頭  | 1    | 1着  |

### おもな騎乗馬
- サクラオンリー（1975年東京障害特別（春）、1976年中山大障害（秋））
- リバースポート（1976年東京障害特別（春））
- トキノツヨシ（1981年東京障害特別（秋）)

## 調教師成績
| 通算成績 | 1着 | 2着 | 3着 | 出走数 | 勝率 | 連対率 |
| -------- | --- | --- | --- | ------ | ---- | ------ |
| 平地     | 238 | 284 | 311 | 4358   | .055 | .120   |
| 障害     | 17  | 19  | 17  | 200    | .085 | .180   |
| 計       | 255 | 303 | 328 | 4558   | .056 | .122   |

|                  | 日付          | 競馬場・開催  | 競走名    | 馬名             | 頭数 | 人気 | 着順 |
| ---------------- | ------------- | ------------- | --------- | ---------------- | ---- | ---- | ---- |
| 初出走           | 1986年3月1日  | 2回中山3日4R  | 4歳新馬   | ボルボシロー     | 10頭 | 10   | 8着  |
| 初勝利           | 1986年5月10日 | 1回新潟7日5R  | 4歳未勝利 | シャダイハンター | 13頭 | 2    | 1着  |
| 重賞初出走       | 1986年8月31日 | 3回新潟8日8R  | 新潟3歳S  | サクラバリュー   | 12頭 | 5    | 8着  |
| 重賞初勝利       | 1987年3月8日  | 2回中山4日11R | 弥生賞    | サクラスターオー | 11頭 | 6    | 1着  |
| GI初出走・初勝利 | 1987年4月19日 | 3回中山8日10R | 皐月賞    | サクラスターオー | 20頭 | 2    | 1着  |

### おもな管理馬
- サクラスターオー（1987年弥生賞・皐月賞・菊花賞）
- サチノスイーティー（2006年アイビスサマーダッシュ）

## おもな厩舎所属者
※太字は門下生。括弧内は厩舎所属期間と所属中の職分。
- 五十嵐久（1989年-1995年 騎手）
- 松山将樹（1999年-2007年 調教厩務員、調教助手）
- 鈴来直人（2000年-2005年 騎手）